# Фишер-Слиж, Мария
Мари́я Фи́шер-Слыж (англ. Maria Fischer-Slysh, укр. Марія Фішер-Слиж; 13 сентября 1922, Коломыя — 13 февраля 2012, Торонто) — американский врач-педиатр и общественный деятель украинского происхождения. Активной деятель украинской диаспоры.
В разное время состояла в Украинском врачебном товариществе Северной Америки в Чикаго, бывший председатель УВТСА в Торонто, член управы Канадского общества приятелей Украины, Лиги украинских меценатов в Киеве и Почётный член Научного товарищества имени Шевченко в США.
Была инициатором и поддержала на Украине ряд проектов по созданию Канадско-Украинских библиотечных центров, развития скаутского движения, внедрения конкурсов украинского языка, стимулирование творческих учителей-языковедов, студентов, помощи украинской церкви.

## Биография

### Детство и юность
Мария Слиж родилась в верующей, многодетной семье судьи Адольфа и Ольги Слиж (из рода Жолкевич). Мария имела сестёр Ярославу и Дарью и братьев Антона и Владимира, их детство прошло на Львовщине в городе Белз.
В детстве Марию называли ласково «Уся», девочка привыкла к этому имени, привыкли к нему родные и знакомые, которые так называли её и во взрослой жизни.
В 1933 семья Слижев переехала во Львов, где Мария посещала Украинскую академическую гимназию. Попав в «черный список» НКВД с оккупацией Западной Украины, семья Слижев перебралась сначала в польский город Холм, там Мария сдала в гимназии выпускные экзамены, а после — в Мюнхен.
Об этих временах писала она сама:
Моя семья была в списке «врагов народа». К нашему дому часто наведывался энкаведист, который спрашивал маму о нашей жизни, семье. До сих пор помню его вид: высокий, худой, мрачный. Где-то весной нам грозил вывоз. Семья разбежалась: родители и младший брат уехали в деревню, к семье. Мы, три сестры, приютились в общежитии бывшей школы сестер Василиянок по ул.Потоцкого, 95.
40
— Из воспоминаний Марии Фишер-Слиж
В конце Второй мировой войны семья Слижев оказалась в Германии в лагере перемещённых лиц, где Мария занималась изучением иностранных языков и повышением уровня образования. В 1949 Мария закончила в Мюнхене медицинский факультет университета Людвига-Максимилиана, окончив обучение в 1950 диссертацией «О наличии туберкулеза в лимфатических железах легких при отсутствии туберкулеза легких».

## Деятельность

### Педагогическая Премия имени Марии Фишер-Слиж
На Украине основана Педагогическая Премия им. Марии Фишер-Слиж, которая насчитывает несколько десятков стипендиатов — лучших учителей украинского языка и литературы.

### Посмертное чествование
Умерла Мария Фишер-Слиж 13 февраля 2012 и, согласно её воле, похоронена рядом с мужем на украинском кладбище в Саут-Баунд-Бруке в США. Ряд украинских общин, которые знакомы с её меценатской деятельностью, откликнулись со словами уважения и благодарности. В своем обращении к семье д-р Борис Гудзяк, ректор Украинского Католического Университета отметил:
Любовь к своему краю доктор Мария Фишер-Слиж свидетельствовала конкретным примером, поддерживая, как меценат, развитие украинского образования, науки и культуры. Для многих институтов и проектов - как в диаспоре, так и на Украине - покойная была среди уважаемых жертвователей. В частности, хочу поблагодарить от имени сообщества Украинского Католического Университета за княжеский дар на развитие богословия на Украине.

## Награды
- В 2002 году — награждена Международной литературной премией «Триумф» (31 мая 2002 года)[8].
- В 2009 году — награждена орденом княгини Ольги ІІІ ступени (Указ Президента Украины от 20 августа 2009 р. № 657).[9]